# Martina Caironi
Martina Caironi, née le 13 septembre 1989 à Alzano Lombardo (Italie), est une athlète handisport italienne.

## Biographie
En 2007, elle est victime d'un accident de la route qui conduit à l'amputation de sa jambe gauche au niveau du genou. Elle concourre dans la catégorie T42 pour les mono et bi-amputés des jambes. Elle a étudié la linguistique à l'Université de Bologne et parle couramment anglais, mandarin, portugais et espagnol.
Lors des Jeux Paralympiques d'été de 2012 à Londres, elle rafle l'or sur le 100 m T42 et l'argent sur le saut en longueur T42. L'année suivante, elle réitère en gagnant l'or sur le 100 m et l'argent sur le saut en longueur lors des Championnats du monde d'athlétisme handisport à Doha (Qatar).
En 2016 aux Jeux Paralympiques d'été à Rio, elle est le porte-drapeau de la délégation italienne. Cette année-là, elle rafle encore une fois l'or sur le 100 m et l'argent sur le saut en longueur. En 2017, elle rafle l'or sur ces deux épreuves et devient la première athlète de sa catégorie à passer sous la barre des 15 s au 100 m, avec un record du monde à 14.61 s.
Un documentaire est tourné sur son histoire, sorti en salle en Italie en 2018 sous le titre L'Aria sul Viso, décrite comme « la femme prothétique la plus rapide du monde ».
Aux Jeux paralympiques d'été de 2020, elle monte sur la deuxième marche du podium du 100 m T63 derrière sa compatriote Ambra Sabatini et devant Monica Contrafatto. Les trois athlètes italiennes réalisent le seul triplé des Jeux.

## Palmarès sportif
- Jeux paralympiques :
  -  100 m T42 aux Jeux paralympiques d'été de 2016 (Rio,  Brésil)
  -  100 m T42 aux Jeux paralympiques d'été de 2012 (Londres,  Angleterre)
  -  saut en longueur T42 aux Jeux paralympiques d'été de 2012 (Londres,  Angleterre)
  -  saut en longueur T42 aux Jeux paralympiques d'été de 2016 (Rio,  Brésil)
  -  100 m T42 aux Jeux paralympiques d'été de 2020 (Tokyo,  Japon)
- Championnats du monde d'athlétisme handisport :
  -  100 m T42 aux Championnats du monde handisport de 2017 (Londres,  Angleterre)
  -  saut en longueur T42 aux Championnats du monde handisport de 2017 (Londres,  Angleterre)
  -  100 m T42 aux Championnats du monde handisport de 2015 (Doha,  Qatar)
  -  saut en longueur T42 aux Championnats du monde handisport de 2015 (Doha,  Qatar)
  -  100 m T42 aux Championnats du monde handisport de 2013 (Lyon,  France)
  -  saut en longueur T42 aux Championnats du monde handisport de 2013 (Lyon,  France)